# Sara Odden
Sara Marie Odden (* 6. April 1995 in Norwegen) ist eine schwedische Handballspielerin, die ebenfalls die norwegische Staatsbürgerschaft besitzt. Sie läuft für den isländischen Erstligisten Haukar Hafnarfjörður auf.

## Karriere
Sara Odden spielte zunächst in Schweden für Nacka HK, Skuru IK und Tyresö Handboll. 2019 wechselte sie nur wenige Tage vor Saisonbeginn nach Island zu Haukar Hafnarfjörður. Ab 2022 stand sie im Kader für den deutschen Erstligisten BSV Sachsen Zwickau. Im Dezember 2022 löste sie den Vertrag wieder auf und spielt seit Januar 2023 wieder in Island bei Haukar Hafnarfjörður.